# Casillas (Guatemala)
Casillas é uma cidade da Guatemala do departamento de Santa Rosa. 